# Max Kaminsky Trophy
Max Kaminsky Trophy je hokejová trofej udělovaná každoročně nejlepšímu obránci Ontario Hockey League. Obráncům je tato trofej věnována od roku 1969, předtím byla udělována hráčům, kteří mají největší smysl pro fair play. Po roce 1969 převzala tyto stanovy William Hanley Trophy. Trofej je pojmenována po Maxu Kaminském, který trénoval St. Catharines Tee Pees při Memorial Cupu v roce 1960. Krátce nato zemřel na rakovinu.

## Vítězové Max Kaminsky Trophy
| Sezóna  | Hráč                     | Tým                               |
| ------- | ------------------------ | --------------------------------- |
| 2017/18 | Nicolas Hague            | Mississauga Steelheads            |
| 2016/17 | Darren Raddysh           | Erie Otters                       |
| 2015/16 | Michail Sergačev         | Windsor Spitfires                 |
| 2014/15 | Anthony DeAngelo         | Sarnia & Sault Ste. Marie         |
| 2013/14 | Aaron Ekblad             | Barrie Colts                      |
| 2012/13 | Ryan Sproul              | Sault Ste Marie Greyhounds        |
| 2011/12 | Dougie Hamilton          | Niagara IceDogs                   |
| 2010/11 | Ryan Ellis               | Windsor Spitfires                 |
| 2009/10 | Jake Muzzin              | Sault Ste. Marie Greyhounds       |
| 2008/09 | Ryan Ellis               | Windsor Spitfires                 |
| 2007/08 | Drew Doughty             | Guelph Storm                      |
| 2006/07 | Marc Staal               | Sudbury Wolves                    |
| 2005/06 | Andrej Sekera            | Owen Sound Attack                 |
| 2004/05 | Danny Syvret             | London Knights                    |
| 2003/04 | James Wisniewski         | Plymouth Whalers                  |
| 2002/03 | Brendan Bell             | Ottawa 67’s                       |
| 2001/02 | Eric Reitz               | Barrie Colts                      |
| 2000/01 | Alexej Semjonov          | Sudbury Wolves                    |
| 1999/00 | John Erskine             | London Knights                    |
| 1998/99 | Brian Campbell           | Ottawa 67’s                       |
| 1997/98 | Chris Allen              | Kingston Frontenacs               |
| 1996/97 | Sean Blanchard           | Ottawa 67’s                       |
| 1995/96 | Bryan Berard             | Detroit Whalers                   |
| 1994/95 | Bryan Berard             | Detroit Junior Red Wings          |
| 1993/94 | Jamie Rivers             | Sudbury Wolves                    |
| 1992/93 | Chris Pronger            | Peterborough Petes                |
| 1991/92 | Drake Berehowsky         | North Bay Centennials             |
| 1990/91 | Chris Snell              | Ottawa 67’s                       |
| 1989/90 | John Slaney              | Cornwall Royals                   |
| 1988/89 | Bryan Fogarty            | Niagara Falls Thunder             |
| 1987/88 | Darryl Shannon           | Windsor Spitfires                 |
| 1986/87 | Kerry Huffman            | Guelph Platers                    |
| 1985/86 | Jeff Brown Terry Carkner | Sudbury Wolves Peterborough Petes |
| 1984/85 | Bob Halkidis             | London Knights                    |
| 1983/84 | Brad Shaw                | Ottawa 67’s                       |
| 1982/83 | Al MacInnis              | Kitchener Rangers                 |
| 1981/82 | Ron Meighan              | Niagara Falls Flyers              |
| 1980/81 | Randy Boyd               | Ottawa 67’s                       |
| 1979/80 | Larry Murphy             | Peterborough Petes                |
| 1978/79 | Greg Theberge            | Peterborough Petes                |
| 1977/78 | Brad Marsh Rob Ramage    | London Knights                    |
| 1976/77 | Craig Hartsburg          | Sault Ste. Marie Greyhounds       |
| 1975/76 | Rick Green               | London Knights                    |
| 1974/75 | Mike O’Connell           | Kingston Canadians                |
| 1973/74 | Jim Turkiewicz           | Peterborough Petes                |
| 1972/73 | Denis Potvin             | Ottawa 67’s                       |
| 1971/72 | Denis Potvin             | Ottawa 67’s                       |
| 1970/71 | Jocelyn Guevremont       | Montreal Junior Canadiens         |
| 1969/70 | Ron Plumb                | Peterborough Petes                |

### Před změnou stanov v roce 1969
| Sezóna  | Hráč             | Tým                          |
| ------- | ---------------- | ---------------------------- |
| 1968/69 | Réjean Houle     | Montreal Junior Canadiens    |
| 1967/68 | Tom Webster      | Niagara Falls Flyers         |
| 1966/67 | Mickey Redmond   | Peterborough TPT’s           |
| 1965/66 | André Lacroix    | Peterborough TPT’s           |
| 1964/65 | Jimmy Peters     | Hamilton Red Wings           |
| 1963/64 | Fred Stanfield   | St. Catharines Teepees       |
| 1962/63 | Paul Henderson   | Hamilton Red Wings           |
| 1961/62 | Lowell MacDonald | Hamilton Tiger Cubs          |
| 1960/61 | Bruce Draper     | Toronto St. Michael’s Majors |